# Рано одојаштво
Рано одојаштво представља период развоја тек рођеног детета. Овај период почиње одмах након рођења и завршава се око 2 ½ месеца касније када акумулиране промене које су се одиграле у централном нервном систему и искуство које је беба стекла заједно омогуће нове облике понашања и квалитативно другачије социјалне односе између одојчета и родитеља. Заједничко повезивање промена у различитим доменима је врста квалитативне реорганизације у развоју коју смо назвали био-социо-бијевиорални преокрет.

## Најраније способности
Почетком двадесетог века, психолошко схватање нагињало је у Локовом правцу. Филозоф и психолог Вилијам Џејмс сумирао је ово становиште када је описаосвет који беба доживљава као „зујећу, шарену збрку.“ Нове околности које дочекују бебу на рођењу могу заиста бити збуњујуће, али истраживања у последњих неколико деценија показују да одојчад никако нису „празне плоче“. Она се рађају са невероватним способностима да покрену свет око себе и да се понашају на начин који ће им обезбедити опстанак.

## Процеси опажања
Чулни системи организма су његова примарна средства путем којих прима информације из средине. Нормалне, донешене (рођене на време) бебе улазе у свет са функционалним свим чулним системима, али нису сви ови системи на истом нивоу зрелости. Разлике у брзини којом се различити органски системи развијају продужава хетерохронију на коју смо указали у вези са феталним периодом и која ће се наставити током развоја детета. Основна метода која се користи за утврђивање чулних способности одојчета јесте увођење неке промене у средину и посматрање њених ефеката на физиолошке процесе детета или његово понашање. Истраживач може, на пример, да уведе звук или трепћуће светло и да посматра показатеље – окретање главе, промене у можданим таласима или промену брзине сисања – да га је одојче опазило. Понекад истраживачи уведу два стимулуса истовремено да би утврдили да ли ће беба једном посветити више пажње него другом. Ако је тако, вероватно беба може да разликује стимулусе, и можда чак преферира онај коме је посветила више пажње.
Друга широко коришћена техника јесте да се најпре стимулус понавља све док беба не престане да обраћа пажњу на њега. Овај образац реаговања се назива хабитуација. Тада се промени неки аспект стимулуса: фреквенција звука, језик који се говори, или распоред елемената у видном пољу. Ако се бебино интересовање поврати, истраживач може да закључи да је беба опазила промену. Поновно обраћање пажње након што је промењен неки аспект стимулуса назива се дехабитуација. Ако одојче и даље игнорише стимулус без обзира на промену, истраживач не може бити сигуран да је промена у стимулусу опажена или не.

## Емоције
Емоције – емотивни тон, о коме се некад говори као о афекту, којим особа реагује на услове средине је важан аспект људског психолошког функционисања. Поред обојености коју емоције дају искуству, оне имају две основне адаптивне функције: да мотивишу и да комуницирају. Емоције нас мотивишу дајући нам енергију, побуђујући нас у односу на одређену информацију у средини, и припремајући нас да реагујемо на одређени начин. На пример, када нас нешто уплаши, наша чула постају осетљивија и постајемо напети, спремни да се боримо или бежимо. Емоционални изрази такође комуницирају другим људима како реагујемо на ситуацију – што је важна функција за беспомоћно и неартикулисано новорођенче. 
Бихевиориста Џон Вотсон, рани поборник идеје да су бебе рођене способне да осете емоције, сматрао је да бебе имају три примитивне емоције: страх, бес и љубав. Према Вотсону, ове емоције се одражавају у начину на који бебе реагују на одређене догађаје. Страх је покренут претећим дражима, и узрокује да бебе плачу или шчепају неког; бес се покреће када је бебино текуће понашање спречено и оне реагују укрућивањем тела и задржавањем даха; љубав се подстиче умирујућом стимулацијом, која наводи бебу да се осмехне. У модерној верзији Вотсонових идеја, Кампос и његове колеге верују да емоције присутне од рођења укључују задовољство, бес, гађење, изненађење и можда страх и тугу. Они емоције дефинишу као стање централног неврног система повезано са карактеристичном конфигурацијом емотивног тона и спољног израза (израз лица, интонација и покрети тела). По њиховом мишљењу, емоције су одговори на посебне односе између бебиних циљева и догађаја с којима се беба среће. На пример, ако се бебама да нешто кисело када су гладне, оне ће бити изненађене, а затим могу бити згађене и бесне.

## Темперамент
Врло раширено уверење о људској природи је да се људи међусобно разликују и да су доследно слични себи у начину на који реагују на свет око себе и у квалитету њиховог доминантног расположења. Ове стабилне разлике обухваћене су термином темперамент. Веома разноврсне карактерситике сматране су доказима о темпераменталним квалитетима беба. Оне укључују ниво активности новорођенчета, колико се лако узнемири, интензитет реакција, његово карактеристично реаговање када се деси нешто необично и његову социабилност. Многи развојни психолози верују да ове темпераменталне карактеристике постоје од рођења и да су важан извор континуитета у развоју. Међутим, показало се да је ове карактеристике тешко научно утврдити.
Пионирска истраживања темперамента и развоја спровели су Томас, Чес и њихови сарадници. Њихов рад имао је огроман утицај током година, и због техника које су користили за процену темперамента и зато што су пратили развој деце до раног зрелог доба. Истраживачи су тражили од родитеља да периодично испуњавају упитник, почевши врло брзо након рођења детета. Упитник је садржао питања као што су како је дете реаговало на прво купање, на мокре плене и на први укус чврсте хране. Како су деца расла, упитници су допуњавани интервјуима са наставницима и тестирањем деце.
Када су истраживачи анализирали прикупљене податке, утврдили су да могу да издвоје девет понашајних црта, које узете заједно, дају њихову дефиницију темперамента. Након оцењивања деце на свакој од ових девет црта утврдили су да се скоро сва деца могу класификовати у једну од три широке темпераменталне кетагорије још од времена када су били бебе. Она деца која су била разиграна, редовна у биолошким функцијама, и лако се адаптирала на нове услове, означена су као лаке бебе. На супротном екстрему су деца која су нередовна у биолошким функцијама, нервозна и често еагују интензивно и негативно на нове ситуације и покушавају да се повуку из њих. Она су класификована као тешка. Трећа група деца је била ниска у нивоу активности и њихове реакције су обично биле благе. Она су се обично повлачила из нових ситуација, али на благ начин, и било им је потребно више времена, него „лаким“ бебама да се прилагоде на нову ситуацију. Ова деца су категорисана као „споро загревајућа.
Кључно питање у изучавању темперамента јесте у ком степену су темпераменталне карактеристике присутне од рођења и према томе претпоставља се генетички одређене. Неки истраживачи захтевају да за неку црту мора бити показано да је наслеђена да би је сматрали темпераментом. Многи други не ограничавају дефиницију темперамента на наслеђене карактеристике, иако сматрају да генетички фактори утичу на темперамент.

## Социјални осмех
Током најранијих недеља живота, углови бебиних усана се често завијају на горе у израз лица који целом свету личи на осмех. Већина искусних мајки не обраћа много пажње на овај осмехе, јер се најчешће јављају када бебе спавају или су веома дремљиве. Емде и сарадници су изучавали природу и порекло осмеха одојчета, снимајући мождане таласе у тренуцима када се јесу и када се нису осмехивали и природу социјалног фидбека као одговор на било који осмех. Утврдили су да се током првих дана живота, осмеси беба најчешће јављају током РЕМ спавања. Такође се утврдили да да ране осмехе одојчета прате налети активности можданих таласа, пореклом из можданог стабла. Емде и Робинсон су ове изнутра изазване (ендогене) осмехе назвали РЕМ осмесима.
Током друге недеље, осмеси се такође појављују када је беба будна али нису повезани са неким посебним догађајем у средини. Емде и сарадници су утврдили да чак и када је беба била будна, њени осмеси су били праћени обрасцем мождане активности карактеристичне за дремање и РЕМ спавање. Учесталост РЕМ осмеха нагло опада током неколико наредних недеља. На њиховом месту појављују се споља изазван (егзогени) осмех, као рекација на стимулацију из средине. Између узраста од 1 месеца и 2½ месеца, одојче се осмехује безразлике на ствари или људе које види, чује или додирне. Према томе, овај најранији облик егзогеног осмеха није заиста социјални, иако је стимулисан споља.
Да би постао заиста социјални, осмех беба мора бити реципрочно повезан са осмесима других; тј. беба се мора и насмејати као одговор на осмех другог и изазивати осмех код другог. Управо ово почиње да се дешава први пута на узрасту од 2½ до 3 мсеца, као део првог биосоцио-бихејвиоралног преокрета. Ово ново понашање зависи од промена у мозгу и нервном систему које доводе до значајног повећања у везуелној активности одојчета и у његовој способности да систематски скенира објекте. Побољшана визуелна способност омогућава бебама да фокусирају очи, а према томе и свој осмех, на људе, тако да рани егзогени осмех може постати заиста социјални осмех. Промене у понашању одојчета које прате социјални осмех нису протраћене на родитеље. Управо супротно, као што показују следећи опис мајки о њиховим осећањима према бебама пре преокрета и опис интеракције мајке са бебом након преокрета.

## Перцептивни и моторни развој одојчета
Једна од најдраматичнијих развојни промена током прве године живота, је огромно повећање способности одојчета да истражује средину гледајући је, крећући се у њој и манипилишући. Опажање и активности су блиско повезане. Одојчад, ништа мање него одрасли, опажају да би добили информације о активностима и активни су да би добили још информација.
На узрасту око 2½ месеца, бебе почињу да визуелно воде своје покрете када хватају неки објекат. Супротно ранијим рефелексним активностима након рођења, који су контролисани деловима мозга који се налазе ниже од коре великог мозга, ови вољни покрети су сада под контролом коре.Најпре, досезање захтева концентрацију, и бебе често наизменично гледају у своју руку и објекте које желе да дохвате. Увежбавањем, њихова координација око-рука постепено се побољшава. Напредак у локомоцији, способности самосталног кретања, је кључан за образац развојних промена које се дешавају крајем прве године постнаталног живота. Речима С. Фрајберг, „Први пут када беба самостално стоји, и први несигруни, независни кораци представљају камен темељац развоја личности, као и моторног развоја“. Међутим, бебе стичу способност долажења до и манипулисања објектима много пре него способност да се самостално крећу. Пре него што се достигне било који облик кретања, морају бити у стању да интегришу покрете многих делова тела.
Највеће последице развојних новина у нервном систему су дететова повећана контрола над мишићима руке, шаке, бешике, црева и ноге, и боља координација опажаја и делања. Ходање даје одличан пример нове моторне функције која се развија истовремено са повећањем осетљивости за опажајне информације из средине. У низу истраживања, истраживачи су пратили како се неколико независно равијаних активности повезује да би омогућило ходање. Један суштински елемент овог процеса је способност координације покрета ногу са пребацивањем тежине са једне на другу ногу са сваким кораком напред. На пример, утврдили су да ако одојче стоји на покретној траци и има потребан ослонац, може да изведе образац кретања ногу потребан за ходање већ са 7 месеци. Али бебе овог узраста не могу још да ходају на непокретној површини, и без подршке нису у стању да пребацују тежину и покрећу руке на координисан начин. Ходање не зависи само од повећања моторних способности; оно такође захтева од беба способност процене визуелних информација које добијају о нагибу пода, на пример, док се крећу кроз простор. Оне користе ове информације да ускладе свој положај тела и да усмере наредне кораке. Чак и у зрелом добу, ако су визуелне повратне информације поремећене, ходање постаје тешко, као што може посведочити свако које у забавним парковима ходао кроз собу са искривљеним огледалима.
Још један важан елемент у све већој способности деце да самостално делују јесте стицање вољне контроле над мишићима који контролишу пражњење. У раним месецима живота, пражњење је невољно. Када су бебина бешика или црева пуни, одговарајући мишић сфинктер се аутоматски отвара и празни их. Пре него што беба може вољно да контролише ове мишиће, чулни путеви из бешике и црева морају бити довољно зрели да пренесу сигнале до коре мозга.
Деца онда морају научити да повежу ове сигнале са потребом за пражњењем. Такође морају научити да стегну сфинктере да би спречили пражњење и да их опусте да би га омогућили. Деца обично нису способна за вољно одлагање пражњења до узраста од бар 15 месеци, али могу научити да се празне на ноши већ на узрасту до 5 или 6 месеци.

## Игра
Током периода између 12. и 30. месеца, у дечијој игри се могу уочити типови понашања који одражавају нове менталне способности. У низу посматрања играња беба у соби пуној играчака, Белски и Мост су запазили промену која се дешева негде између узраста од 18 и 24 месеца. На узрасту од 12 до 18 месеци, већина беба користи објекте у игри, врло слично ономе како би их одрасли стварно користили; тј. оне стављају кашику у уста и лупају чекићем. Међутим, како се приближавају крају одојаштва, бебе почињу да се понашају према једној ствари као да је нека друга. Своју „кафу“ мешају штапићем, луткину косу чешљају играчком грабуља, или као што су радили Џек и његоварођака, понашају се као да је ивица базена са песком широки аутопут. Овај облик понашања назива се симболичка игра: игра у којој један објекат стоји уместо – тј. репрезентује – другог, као што грабуље стоје уместо чешља.
Вотсон и Фишер су пратили све сложенију способност репрезентације која се испољава у симболичкој игри. У посматрањима деце старе 14, 19 и 24 месеца, ови истраживачи су могли да разликују четири врсте „као да“ понашања које су се разликовале с обзиром на сложеност дететових поступака. У најједноставнијем случају, који су показали чак и многе бебе од 14 месеци, одојче је било средтсво акције; у најсложенијем случају (активно друго средство), средство је била лутка којом је манипулисало дете. Током друге године деца пролазе кроз значајне промене у способности да се претварају. Половина или већина беба најмлађег узраста, могла је да се претвара („као да“) стављајући главу на јастук, и стављајући лутку да спава на јастуку. Али много сложенији облик „као да“ понашања, у коме дете има један "као да" елемент који делује на другом "као да" елементу, није се појавио пре узраста од 19 месеци. Већина деце је тек крајем друге године, показала тако сложене симболичке супституције у својој игри.
Способност да један објекат или појам буде замењен другим, суштинско достигнуће симболичке игре, наставља да се развија током треће године живота. У једној студији, истраживач је тражио од деце узраста од 2 ½ и 3 године да посматрају како скрива интересантну играчку у умањеном моделу собе у којој су били. Затим је од деце тражено да нађу аналогну играчку која је скривена на одговарајућем месту у стварној соби. Млађа деца нису могла да користе модел као водич и била су збуњена задатком; трогодишња деца су га доста једноставно решавала. Закључено је да млађа деца нису могла да о моделу мисле истовремено као о симболи и као о објекту за себе.
Смит истиче да су прве три врсте игре уобичајене међу младунцима многих врста, али да су јасни примери игре измишљања откривени само код људи. Ова специфична разлика у складу је са идејом да су употреба језика и симболико мишљење специфичне карактеристике људске врсте, као и са Пијажеовим уверењем да је напредак у симболичком мишљењу врхунско достигнуће когнитивног развоја одојчета. Виготски је нагласио значај социјалне природе симболичке игре за развој. Он је имагинарну ситуацију створену у игри видео као зону наредног развоја која делује као психички потпорни систем. Према овом тумачењу, „као да“ природа социјалне игре и активни споразум друге деце омогућава сваком појединачном детету да изведе активности које су у развојном смислу напредније од оних које могу самостално извести.
Упркос популарности веровања да игра подстиче општи развој, недостају истраживања која би била осмишљена да покажу позитивне ефекте игре у периоду одојаштва. Смит, које је радио у овом пољу истраживања, упозорава да би веровање да је игра „добра за бебе“ могла бити нешто више него пролазни хир. Његове сумње су поткрепљене кроскултуралним радом који указује да одојчад Маја из Централне Америке, учествује у мање игара у прве две године живота него бебе Северне Америке, али имају једнака постигнућа на стандардним развојним тестовима.

## Имитација
Неки психолози тврде да су неки облици имитације присутни од рођења и да је са девет месеци одојче способно за одложену имитацију; тј. имитацију акције која се одвијала неколико сати раније. Ови налази су посебно интересантни јер се много година веровало да се одложена имитација не јавља пре друге године живота, и да када се појави, пружа додатне доказе да одојче овладава способношћу симболичког репрезентовања објеката самом себи.
Следећи пример, из Пијажеових радова, илуструје и одложену имитацију и значај који јој је он приписивао као доказ да су деца почела да мисле на нов, репрезентациони начин. Жаклина, на узрасту од 16 месеци, је била запањена нападом беса једног осамнаестомесечног дечака.
| „                   | Вриштао је покушавајући да изаже из оградице, и гурао у назад, лупајући ногама. Жаклина је стајала, зачуђено га гледајући, пошто никада раније није присуствовала таквој сцени. Следећег дана, она је сама вриштала у својој оградици, покушавајући да је помери, благо лупајући ногама неколико пута за редом. Имитација целе сцене је била врло упечатљива. Да је била непосредна (имитација), природно не би подразумевала репрезентацију, али пошто је дошла након периода од више од 12 сати, мора бити укључен неки репрезентативни или пре-репрезентативни елемент. | ” |
| — Жан Пијаже, 1962. | |   |

Кључни део Пијажеовог аргумента о значају одложене имитације јесте у томе што се јавља у истом периоду када почиње и симболичка игра. Веровао је да су ова два процеса повезана и да указју на исту промену у когнитивним способностима, чинећи, заправо, две стране истог развојног новчића. У Пијажеовом оквиру, развој резултат сталне међуигре између асимилације средине у већ постојеће обрасце акције (зване схеме), и акомодације постојећих схема на својства средине. Пијаже је веровао да је имитација блиско повезана са акомодацијом јер усклађује понашање према ономе што је „споља“, уместо да обликује свет према већ постојећим, унутрашњим схемама, као што је то случај са игром.
Имитација може такође представљати когнитивни процес у коме акомодација игра водећу улогу. Али истраживање Мендлера и Мелкофа осмишљено да би се испитали корени сећања крајем прве године живота изгледа да противречи Пијажеовим тврдњама да се одложена имитација јавља тек на узрасту од две године, и да је део пакета истовремених промена које указују на последњу фазу сензомоторног развоја. Подаци Мелкоф указују да се одложена имитација први пут јавља заједно са способношћу присећања ранијег искуства, крајем прве године живота. Међутим, иако способност одложене имитације може постојати раније, сада се испољава у много већем броју ситуација.

## Прве речи
Једна од најочитијих показатеља да деца почињу да мисле репрезентационо јесте појава препознатљивих речи које стоје уместо (репрезентују) људе, објекте и догађаје. Иако вечина деце почиње да користи реч или две у директној имитацији одраслих још од 8 или 9 месеца, прва употреба речи које нису директна имитација се обично јавља око првог рођендана. Бебе овог узраста селективно реагују на сопствено име и зауставиће се или бар оклевати ако им се каже „Не!“
У великом лонгитудиналном истраживању, истраживачи су утврдили да су између узраста од 14 и 18 месеци, деца способна да именују неколико објеката када им се објекат покаже и пита шта је то. Такође могу да именују слике уобичајених животиња и објеката. До узраста од 21 месеца, способна су да прате релативно сложене вербалне инструкције. На пример, када им се каже „стави коцку испод луткине столице“, могу да ставе коцку у исправан положај у односу на столицу.
Такође су пособна да разумеју речи са супротним значењем. На пример, ако се пред дете поставе велики калем и мали калем и каже, „Ово је велики“, показујући на велики калем, а затим тражи „Дај ми мали“, дете ће исправно извршити налог. Употреба речи које стоје уместо људи, објеката и догађаја, сама по себи је довољна да покаже да деца поседују менталну репрезентацију. Али оно што посебно интригира развојне психологе, јесте повезаност између дечије употребе репрезентационе речи и развој других облика менталне репрезентације – логичко трагање за скривеним објектом, симболичка игра, одложена имитација, и способност формирања категорија.
Веза између одложене имитације и стицања речи је можда најочогледнија; велики део ране употребе речи код деце је блиско повезан са речима које су чули од одарслих. Постоји јасна веза између језика и симболичке игре, и једно и друго укључују репрезентацију одустних људи, објеката или активности. У симболичкој игри, арбитрарни објекти стоје уместо неких других објеката – банана се користи као телефон, или ивица базена са песком постаје аутопут; у језику, супститути су арбитрарни звуци. У најранијим фазама, дечија игра је ограничена на појединачне активности, а њихови искази су ограничени на појединачне речи. Али на узрасту од 18 месеци, почињу да комбинују двеакти вности у игри и да користе двочлане исказе. На пример, у исто време деца почињу да говоре „нема млека,“ када и почињу да се играју „као да“ сипају воду у чашу и помажу лутки да је пије.
Лифтер и Блум су показале блиску везу између раног развоја речника и софистицираности са којом одојчад трага за скривеним објектом и игра се објектима. Утврдиле су да се прве речи код деце јављају у исто време када почињу да систематски трагају за скривеним објектом, а када би показала образац логичног тражења, дошло би до наглог пораста у брзини усвајања нових речи. Иста врста повезаности појавила се када су посматрале развијеност игре; деца која нису проговорила  покретала су играчке, али их нису комбиновале да би створили нове објекте. Овакве комбинације у игри појављивале су се са првим речима, а још сложеније коснтрукције са наглим порастом речника.
Гопник и Мелцоф су такође утврдили да се способност класификовања објеката у две групе, прецизна понашања у трагању за објектом, решавање проблема увидом и нагли раст речника јављају на приближно истом узрасту. Међутим, утврдили су да нема правилног редоследа достигнућа у различитим когнитивним задацима и развоју речника. Због тога, није могуће рећи да је једно од ових достигнућа узрок свих ових промена; уместо тога, све оне дају значајан допринос биосоцио-бихејвиоралном преокрету који означава крај одојаштва.